# Elisabeth Frink

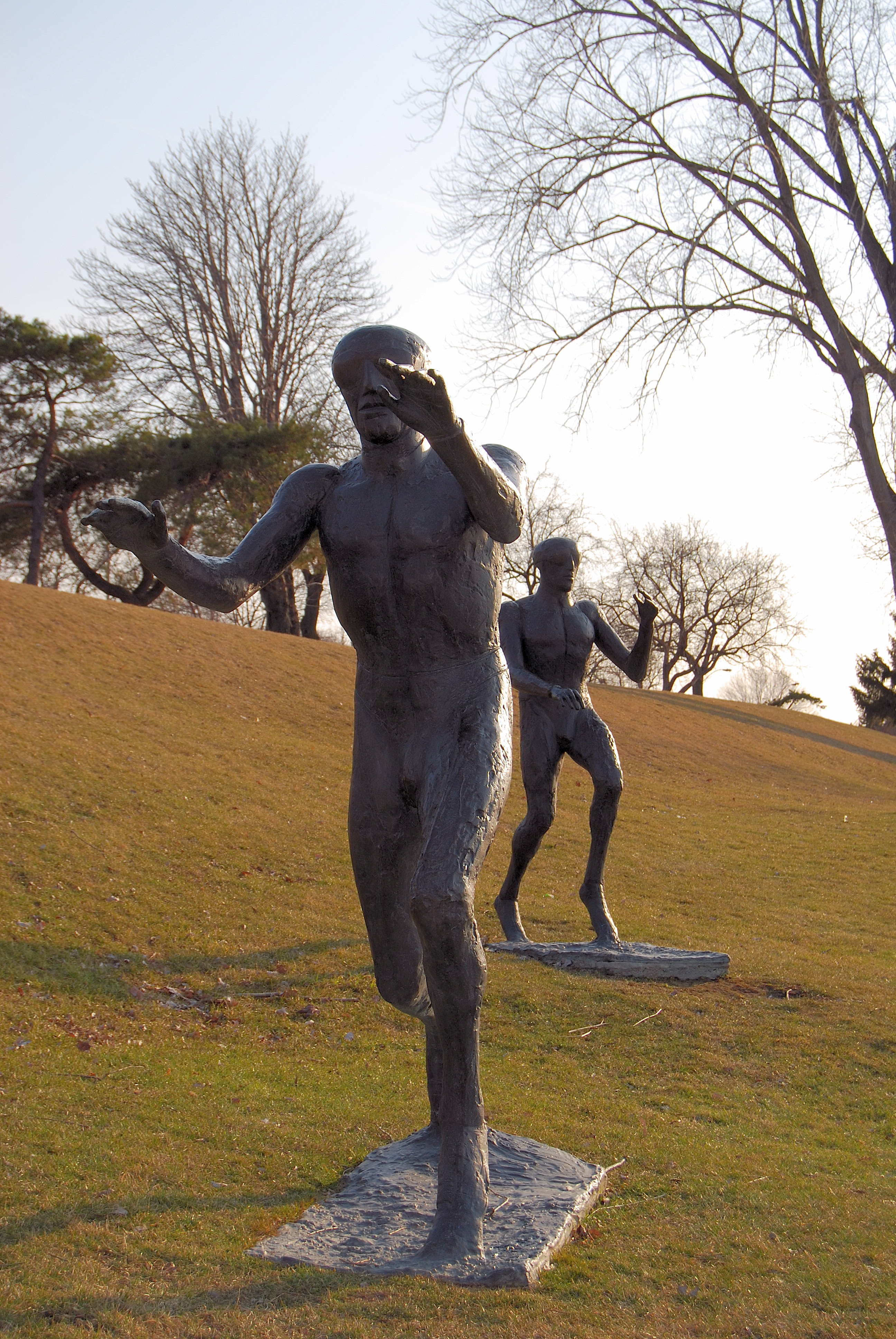

Dame Elisabeth Jean Frink (Little Thurlow, Suffolk, 1930. november 14. – Blandford Forum, Dorset, 1993. április 18.) brit szobrászművész, festő, litográfus, grafikus, rézkarcoló, a háború utáni brit szobrászat egyik legjelentősebb képviselője, a Brit Birodalom Rendjének parancsnoka és a Királyi Művészeti Akadémia tagja.

## Pályafutása
Édesapja katonatiszt volt a 7. dragonyos testőrezredben és a Skinner’s Horse-ban, az Indiai Hadsereg híres lovasezredében. Elisabeth kiválóan lovagolt, fegyverrel is tudott bánni, és imádta a kutyákat. 1946 és 1949 között a Guildford Művészeti Iskolában, 1949-től 1953-ig a Chelsea-i Művészeti Iskolában tanult, ahol Bernard Meadows és Willi Soukop voltak mesterei. 1955 és 1957 között Londonban, a St. Martin’s School of Artban képezte tovább magát.
1952-ben a londoni Beaux Arts Gallery rendezte első önálló kiállítását, és a Tate galéria rögtön megvásárolta a Bird (Madár) kisplasztikáját. Érdes, durva felületű, a részleteket elnagyoló kültéri bronzszobrokat alkotott. 1967 és 1970 között Franciaországban, Corbès-ben élt, ahol monumentális, fenyegető, férfi fejszobrok sorozatát készítette el. Állatszobrai közül a Csataló (Warhorse) a Chatsworth-ház udvarán áll.
1978-ban Woollandbe, Dorset megyébe költözött. Boldog házasságban élt harmadik férjével, a magyar származású Alexander Csáky gróffal. Nyelőcsőrákban halt meg 1993-ban.   

## Galéria

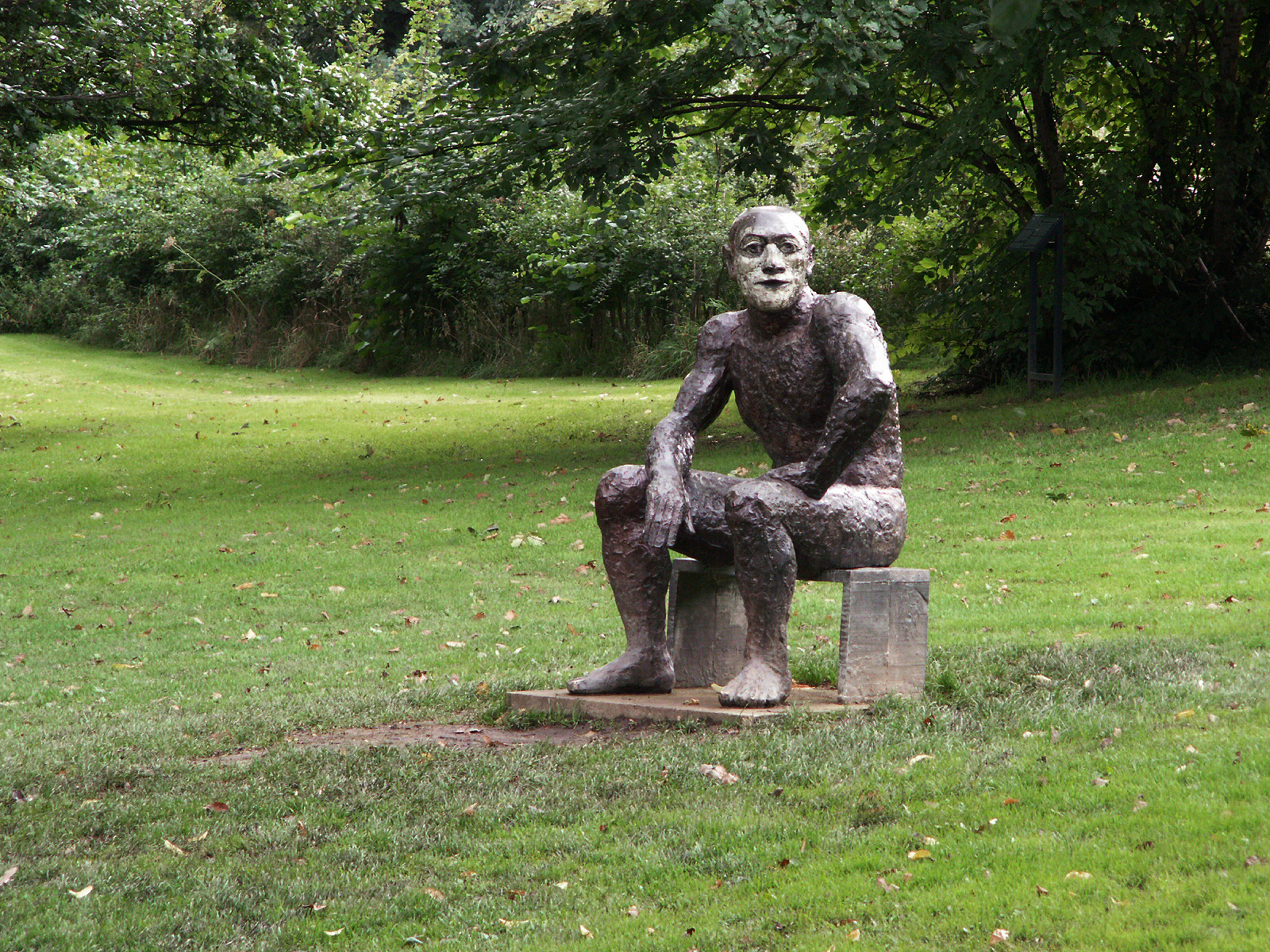
Ülő férfi
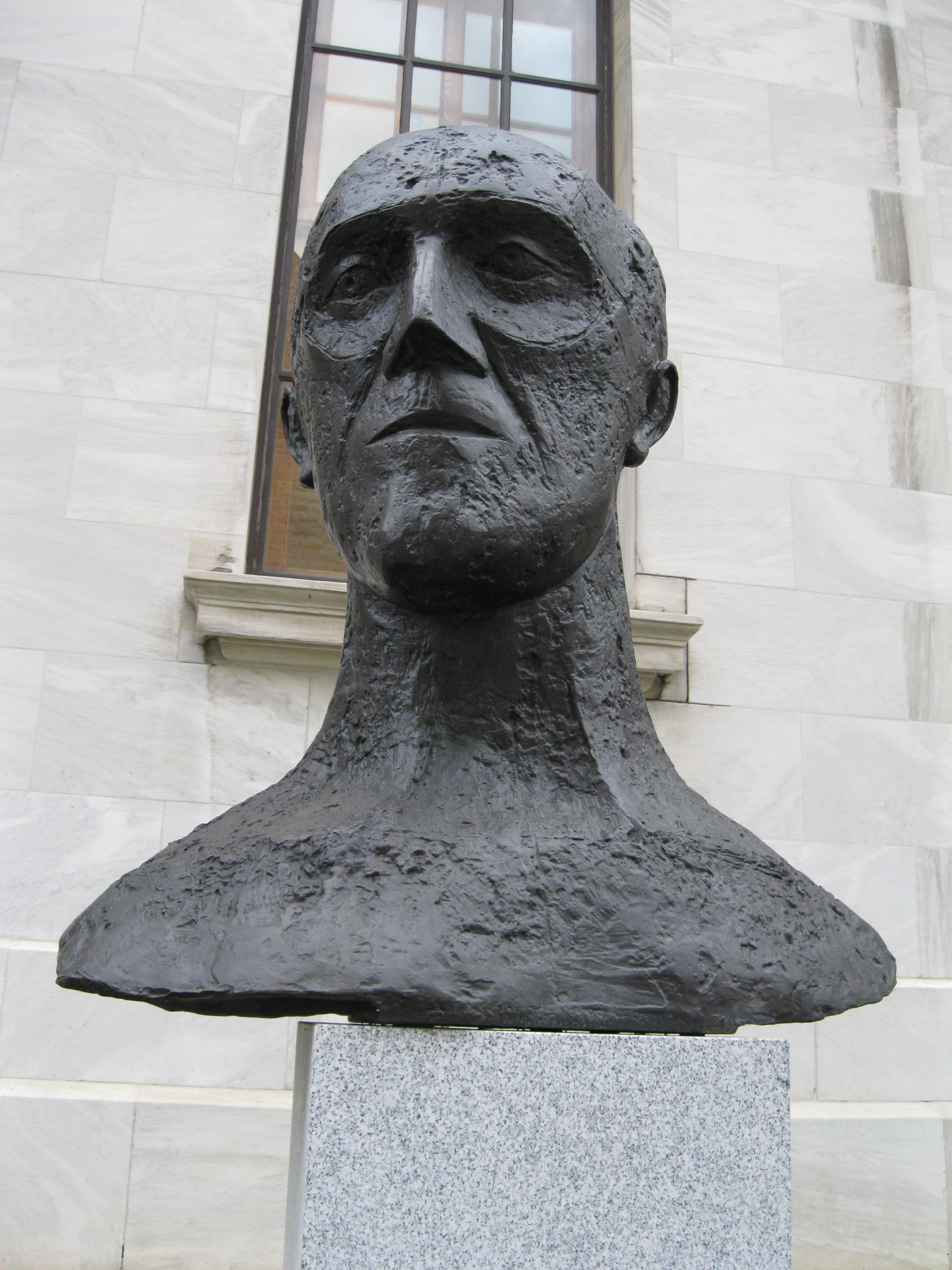
In memoriam I és In memoriam II
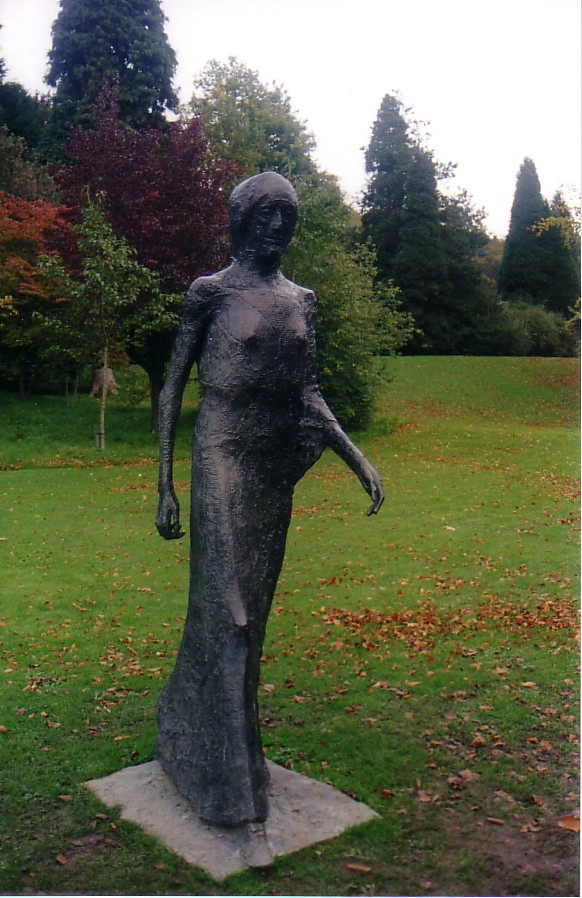
Sétáló madonna
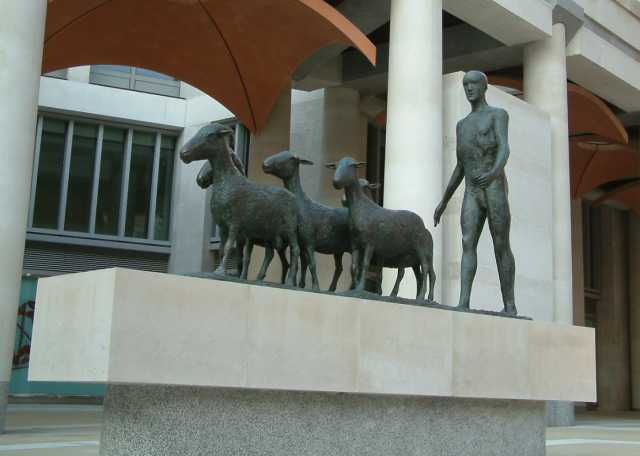
Juhokat terelő pásztor